# Themeda minor
Themeda minor är en gräsart som beskrevs av L.Liou. Themeda minor ingår i släktet Themeda och familjen gräs. Inga underarter finns listade i Catalogue of Life.